# هدية طهراني
هدیه تهرانی (بالفارسية: هدية طهرانى)(ولدت 1972). ممثلة إيرانية. هي حاصلة على جائزة سیمرغ الكريستال من مهرجان فجر الدولي لمرتين.

## عن حياتها
بدأت هدية طهراني مسرتها الفنية في السينما بالتمثيل في فيلم سلطان، ثم تمثيلها في فيلمي الغريبية وشوكران لتثير إعجاب نقاد السينما، من أنجح أفلامها السينمايية هي أربعاء سوري التي أسفرت حصلت بعده على جائزة سيمرغ الكريستال من قبل مهرجان الفجر الدولي.
اختارتها جريدة «همشري جوان» الإيرانية، كثاني الثانية جنيًا للنقود بعد مهناز أفشار بين 2001 إلى 2011.

## تاي تشي شوان
عينت هدية طهراني في عام 2013 نائبة رئيسة لجنة تاي تشي شوان الإيرانية.

## وصلات خارجية
- هدية طهراني على موقع IMDb (الإنجليزية)
- هدية طهراني على موقع قاعدة بيانات الأفلام العربية
- هدية طهراني على موقع قاعدة بيانات الأفلام العربية
- هدية طهراني على موقع ألو سيني (الفرنسية)
- هدية طهراني على موقع ألو سيني (الفرنسية)
- هدية طهراني على موقع أول موفي (الإنجليزية)
- هدية طهراني على موقع قاعدة بيانات الأفلام السويدية (السويدية)
- هدية طهراني على موقع قاعدة بيانات الفيلم (الإنجليزية)
- هدية طهراني على موقع كينوبويسك (الروسية)